# Austin Motor Company

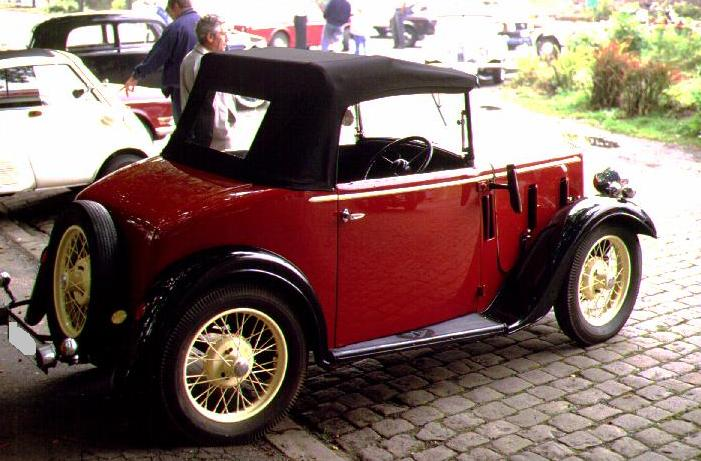
Austin Seven, Bj. ca. 1935

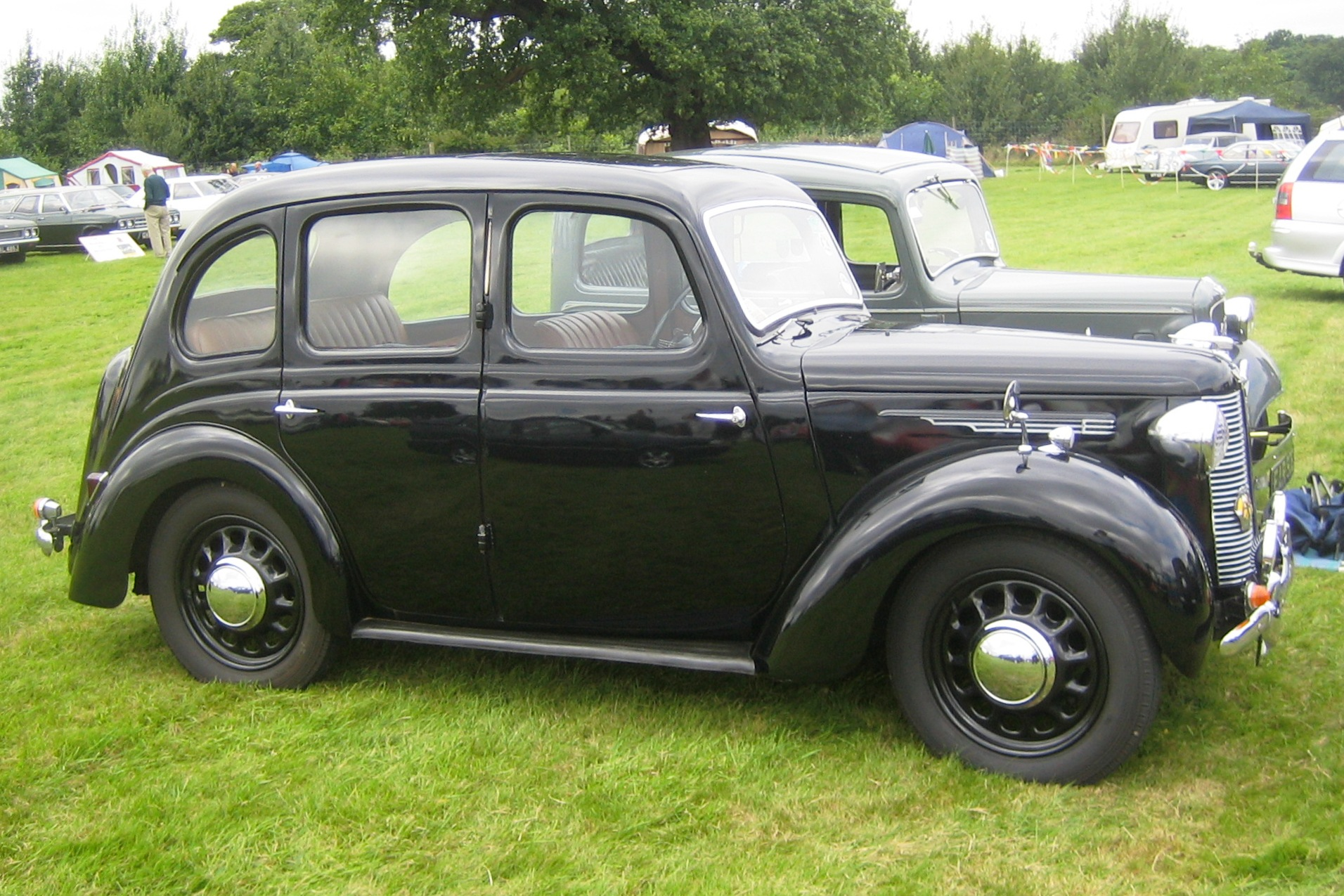
Austin 8, Bj. ca. 1948

Die Austin Motor Company war ein englischer Kraftfahrzeughersteller, der hauptsächlich Personenkraftwagen, aber auch Lieferwagen, Kleintransporter, Lastkraftwagen und Busse mit Verbrennungsmotoren baute.

## Geschichte

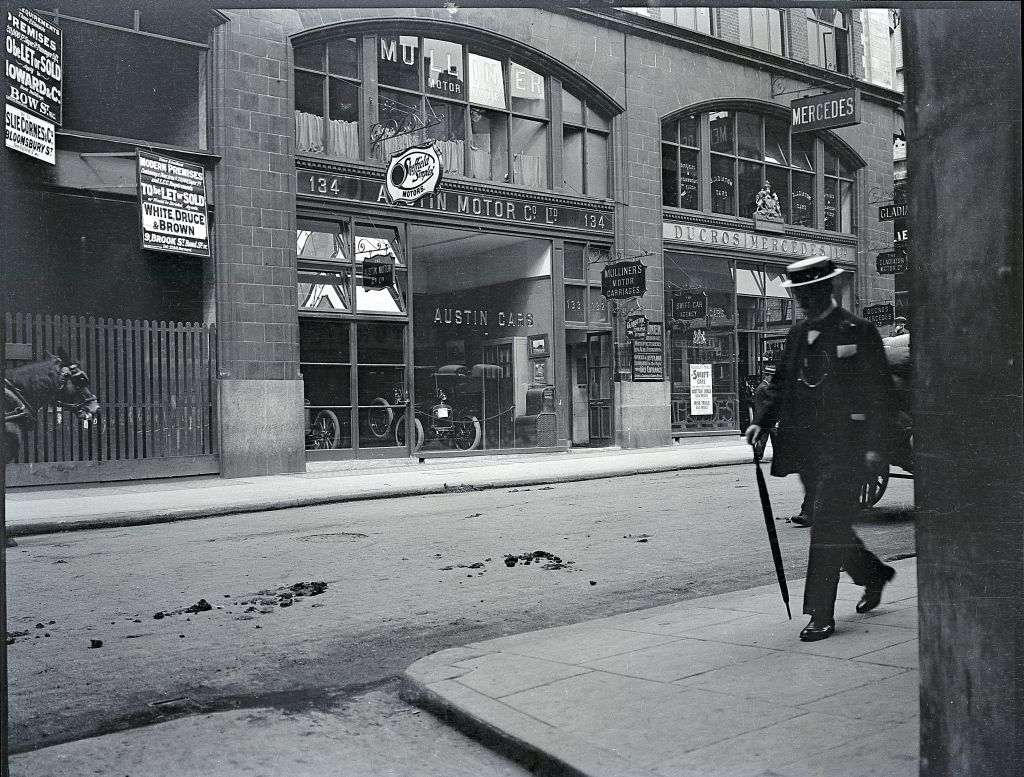
Austin Motors showroom, Long Acre, London, etwa 1910

Die Austin Motor Company wurde 1905 in Birmingham von Herbert Austin gegründet. Dieser war zuvor Manager der Wolseley Tool and Motor Car Company gewesen. Ab den 1920er Jahren produzierte die Firma den Austin 7, ein günstiges, kleines und einfaches Auto und einer der ersten PKWs, die für den Massenmarkt konzipiert waren.
Der Austin Seven wurde ab 1927 auch in Deutschland unter Lizenz gefertigt, zunächst als Dixi A1 bei der Fahrzeugfabrik Eisenach, dann, als diese Firma 1929 von BMW übernommen worden war, als BMW Dixi. Ab 1919 wurden Traktoren hergestellt. Die Produktion kam aber durch den Zweiten Weltkrieg zum Stillstand und wurde nie wieder aufgenommen.
In den frühen 1950er Jahren genossen Austins den Ruf solider Gebrauchsfahrzeuge. 1952 endete die Eigenständigkeit der Firma, als sie mit ihrem größten Konkurrenten Morris unter dem Dach der British Motor Corporation fusioniert wurde. Austin-Modelle hatten künftig weitgehend baugleiche Schwestermodelle, die unter dem Namen anderer Marken der Dachgesellschaft verkauft wurden. So erschien 1959 der Mini (ADO 15) zunächst als Austin Seven zusammen mit dem praktisch baugleichen Morris Mini Minor. Als Variante mit angesetztem Heck wurde das Modell von Wolseley als „Hornet“ und von Riley als „Elf“ angeboten. Die Marketingtechnik, weitgehend baugleiche Fahrzeuge unter verschiedenen Namen zu verkaufen, bekam den leicht spöttischen Namen „Badge Engineering“ („Emblem-Konstruktion“). Austin trat bei der Entwicklung des Gasturbinenmotors für PKW hervor, so wurde 1955 eine derartig ausgestattete Sheerline-Limousine vorgeführt.
Ab den 1970er Jahren litt das Image von Austin erheblich unter der schlechten Produktionsqualität im Dachkonzern British Leyland. Besonders stark davon betroffen war der Austin Allegro. Den zahlreichen und umfassenden Umstrukturierungen der Modellpolitik des Mutterkonzerns fiel schließlich auch der Markenname „Austin“ zum Opfer. Der letzte Austin wurde 1994 gebaut.
| Typ             | Anzahl Sitze | Hubraum cm³ | Bohrung mm | Hub mm | Zylinder | Leistung | Radstand mm | Spurweite mm |
| --------------- | ------------ | ----------- | ---------- | ------ | -------- | -------- | ----------- | ------------ |
| 25/30 HP Kette  | 5            | 4118        | 101,6      | 127    | 4        | 29       | 3017        | 1432         |
| 25/30 HP Kardan | 5            | 4118        | 101,6      | 127    | 4        | 29       | 3017        | 1432         |
| 15/20 HP Kardan | 5            | 4380        | 104,775    | 127    | 4        | 24       | 3017        | 1432         |

### Rennwagen
| Typ              | Bauzeitraum |
| ---------------- | ----------- |
| Austin Rennwagen | 1910–1911   |

Quelle:

## Modelle

### PKW-Modelle ab 1915

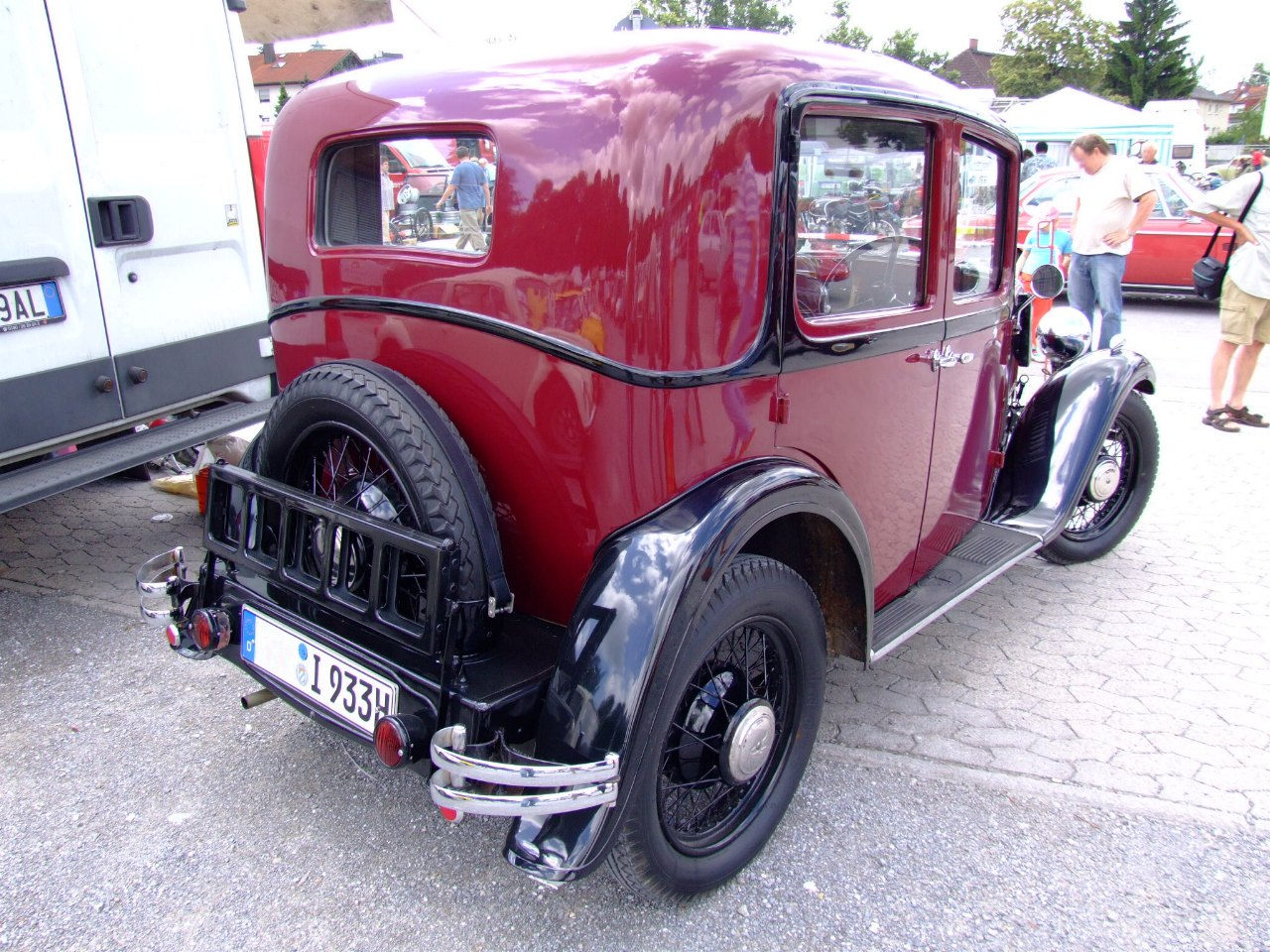
Austin 10/4 (1933)

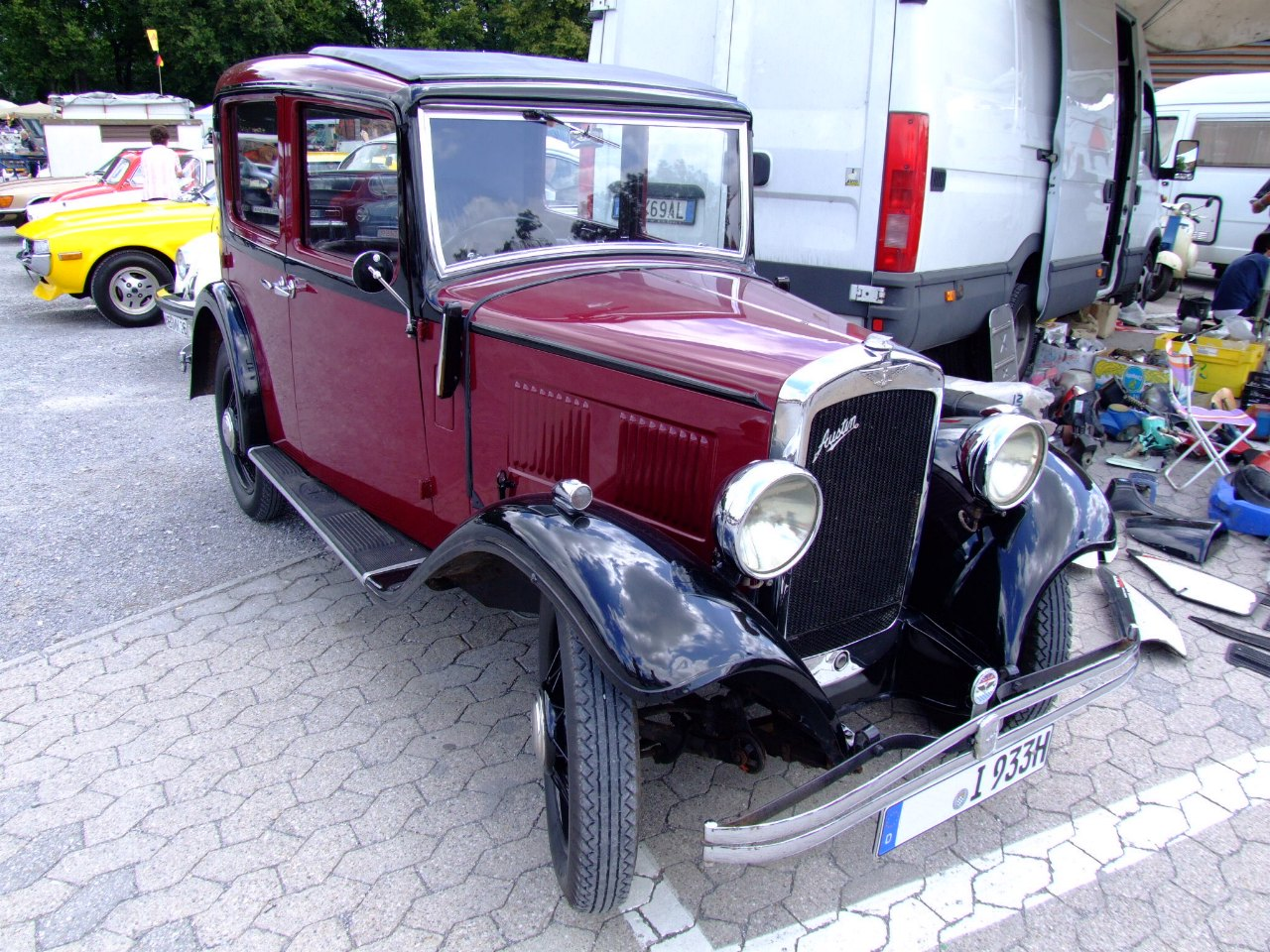
Austin 10/4 (1933)

| Typ                    | Bauzeitraum          |
| ---------------------- | -------------------- |
| Austin 7               | 1922–1939            |
| Austin Big 7           | 1937–1940            |
| Austin 8               | 1939–1947            |
| Austin 10              | 1939–1947            |
| Austin 10/4            | 1932–1936            |
| Austin 12 „Heavy 12“   | 1921–1940            |
| Austin 12/4 „Light 12“ | 1932–1936, 1939–1947 |
| Austin 12/6            | 1930–1936, 1938–1939 |
| Austin 14              | 1937–1939            |
| Austin 15.9            | 1935–1937            |
| Austin 16              | 1927–1936, 1945–1949 |
| Austin 18              | 1938–1939            |
| Austin 20              | 1915–1938            |
| Austin 28              | 1938–1940            |

### PKW-Modelle ab 1947

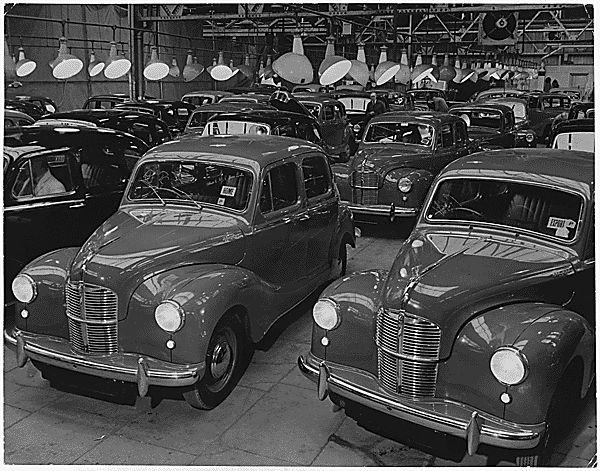
Austin A 40, 1948 bis 1954

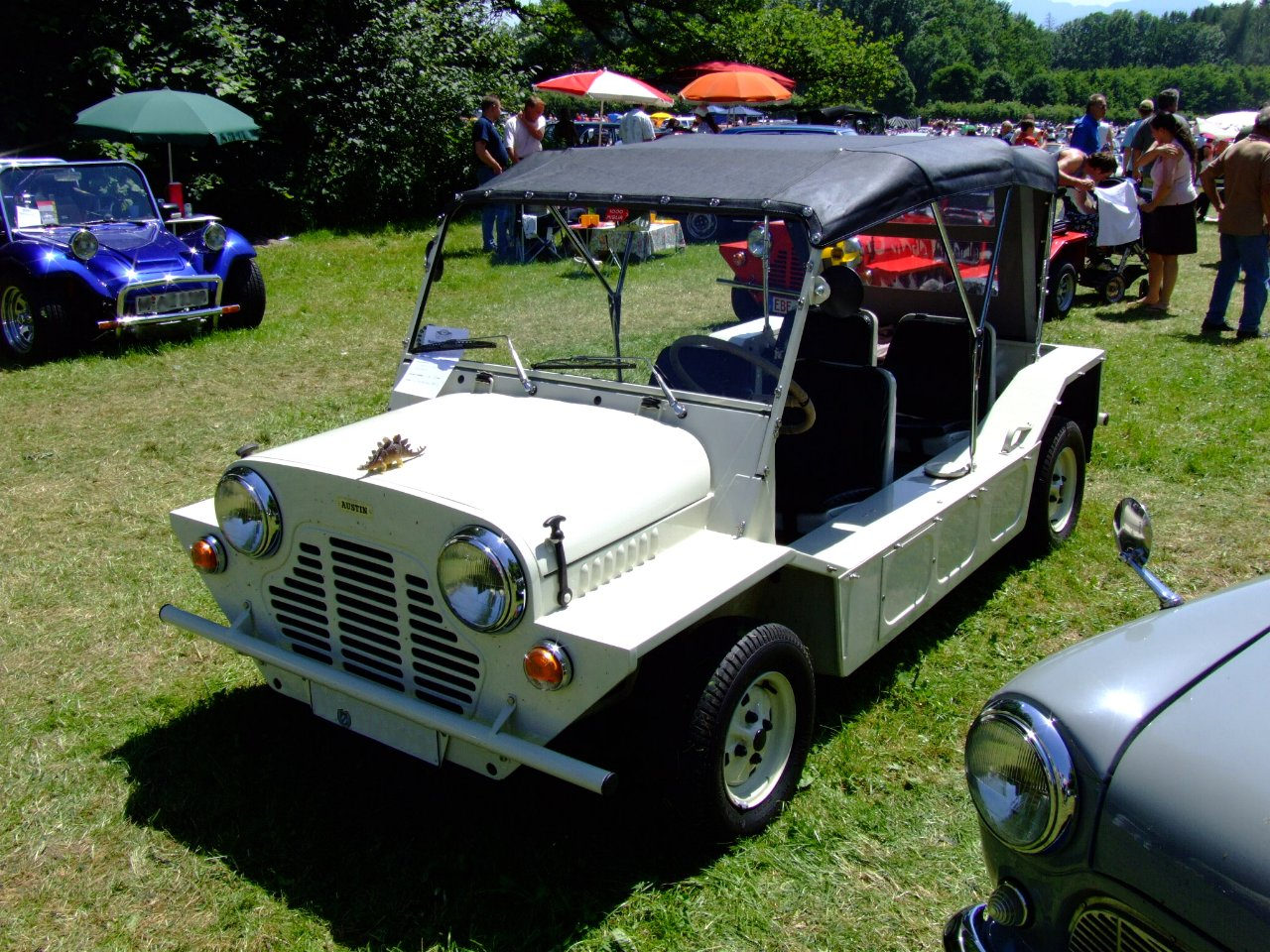
Austin Mini Moke Mark II (1967)

| Typ                 | Bezeichnung                                             | Bauzeitraum          |
| ------------------- | ------------------------------------------------------- | -------------------- |
| Austin A30          | Baby Austin                                             | 1951–1956            |
| Austin A35          | Baby Austin                                             | 1956–1962            |
| Austin A40          | Dorset / Devon / Sports / Somerset / Cambridge / Farina | 1947–1968            |
| Austin A50          | Cambridge                                               | 1954–1957            |
| Austin A55          | Cambridge                                               | 1957–1961            |
| Austin A60          | Cambridge                                               | 1961–1969            |
| Austin A70          | Hampshire / Hereford                                    | 1948–1954            |
| Austin A90          | Atlantic / Westminster                                  | 1949–1952, 1954–1956 |
| Austin A95          |                                                         | 1956–1959            |
| Austin A99          |                                                         | 1959–1961            |
| Austin A105         |                                                         | 1956–1959            |
| Austin A110         |                                                         | 1961–1968            |
| Austin A125         | Sheerline                                               | 1947–1953            |
| Austin A135         | Princess                                                | 1947–1959            |
| Austin 1100         |                                                         | 1963–1971            |
| Austin 1300         |                                                         | 1967–1971            |
| Austin 1800         |                                                         | 1964–1975            |
| Austin 2200         |                                                         | 1972–1976            |
| Austin 3-litre      |                                                         | 1967–1971            |
| Austin Allegro      |                                                         | 1973–1982            |
| Austin Ambassador   |                                                         | 1982–1984            |
| Austin Maestro      |                                                         | 1983–1994            |
| Austin Maxi         |                                                         | 1969–1980            |
| Austin Metro        |                                                         | 1981–1994            |
| Austin Metropolitan |                                                         | 1957–1961            |
| Austin Mini         | bis 1962 unter dem Namen Austin Seven                   | 1959–2000            |
| Austin Mini Cooper  |                                                         | 1961–1996            |
| Austin Cooper S     |                                                         | 1963–1971            |
| Austin Mini Moke    |                                                         | 08/1964–10/1968      |
| Austin Montego      |                                                         | 1984–1994            |
| Princess            |                                                         | 1975–1982            |

### Taxis
| Typ        | Bauzeitraum |
| ---------- | ----------- |
| Austin FX3 | 1948–1959   |
| Austin FX4 | 1958–1997   |
| TX1        | 1997–heute  |

### Kleintransporter, Lastkraftwagen und Busse

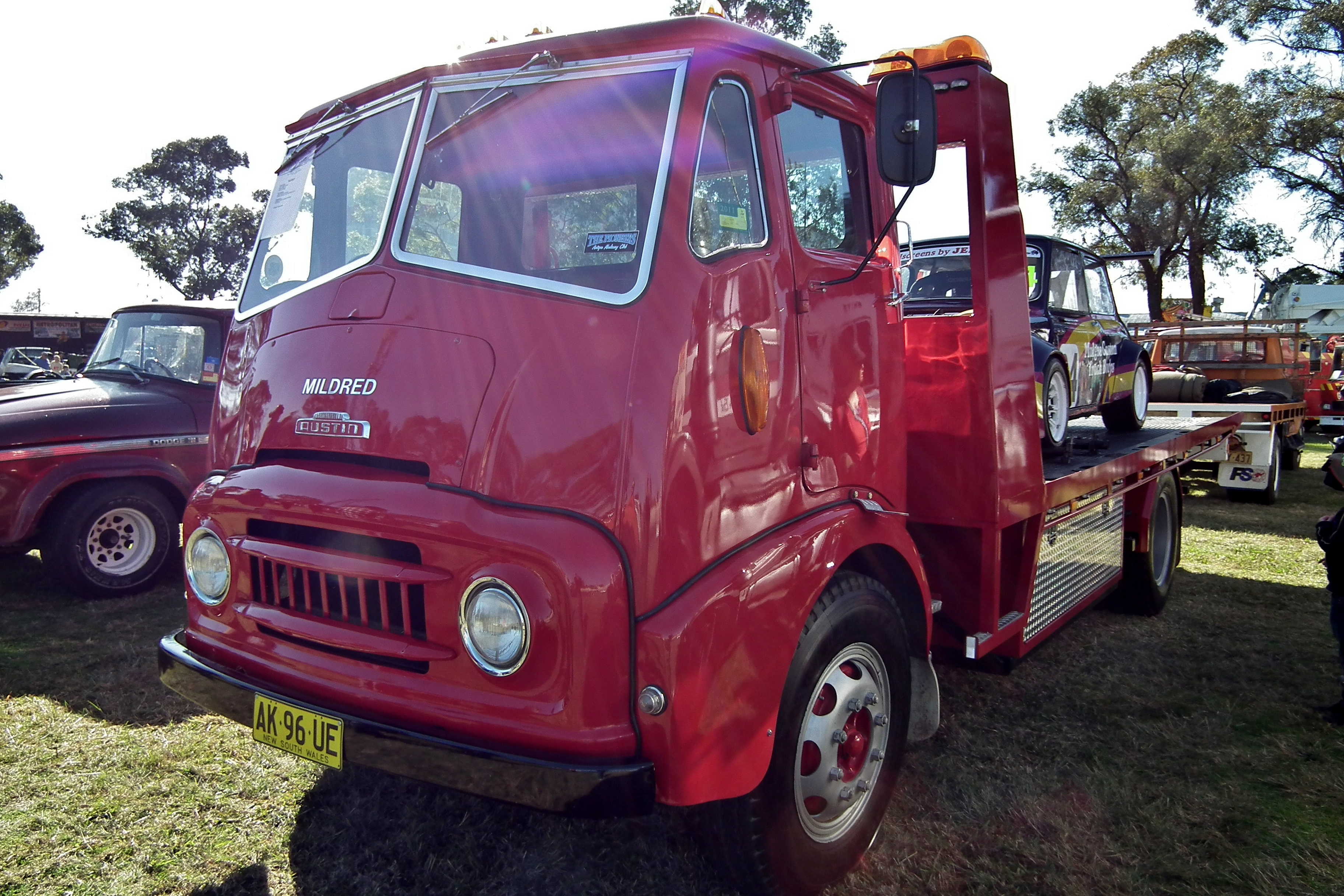
Austin table top (1956)

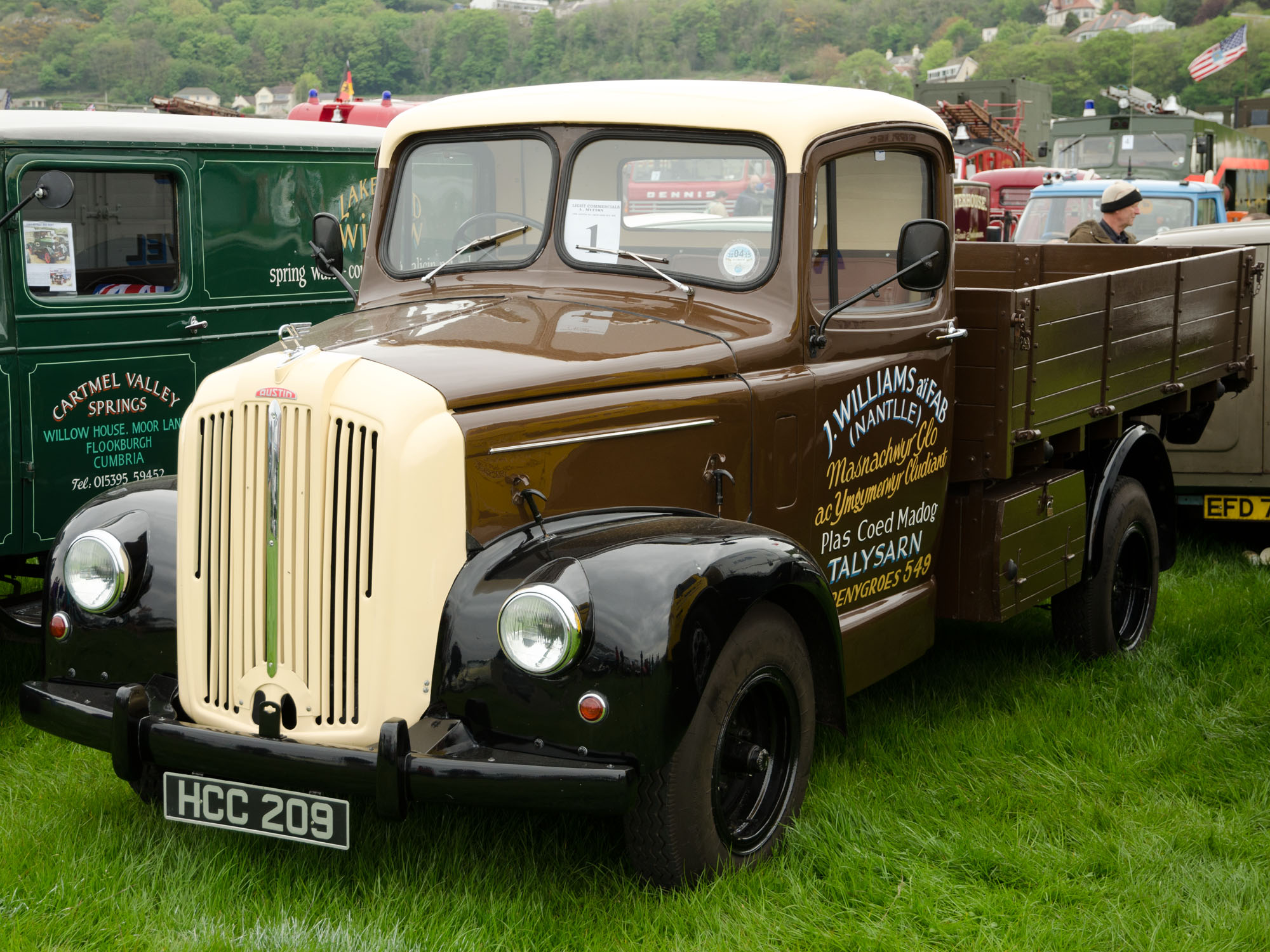
Austin 301 (1960)

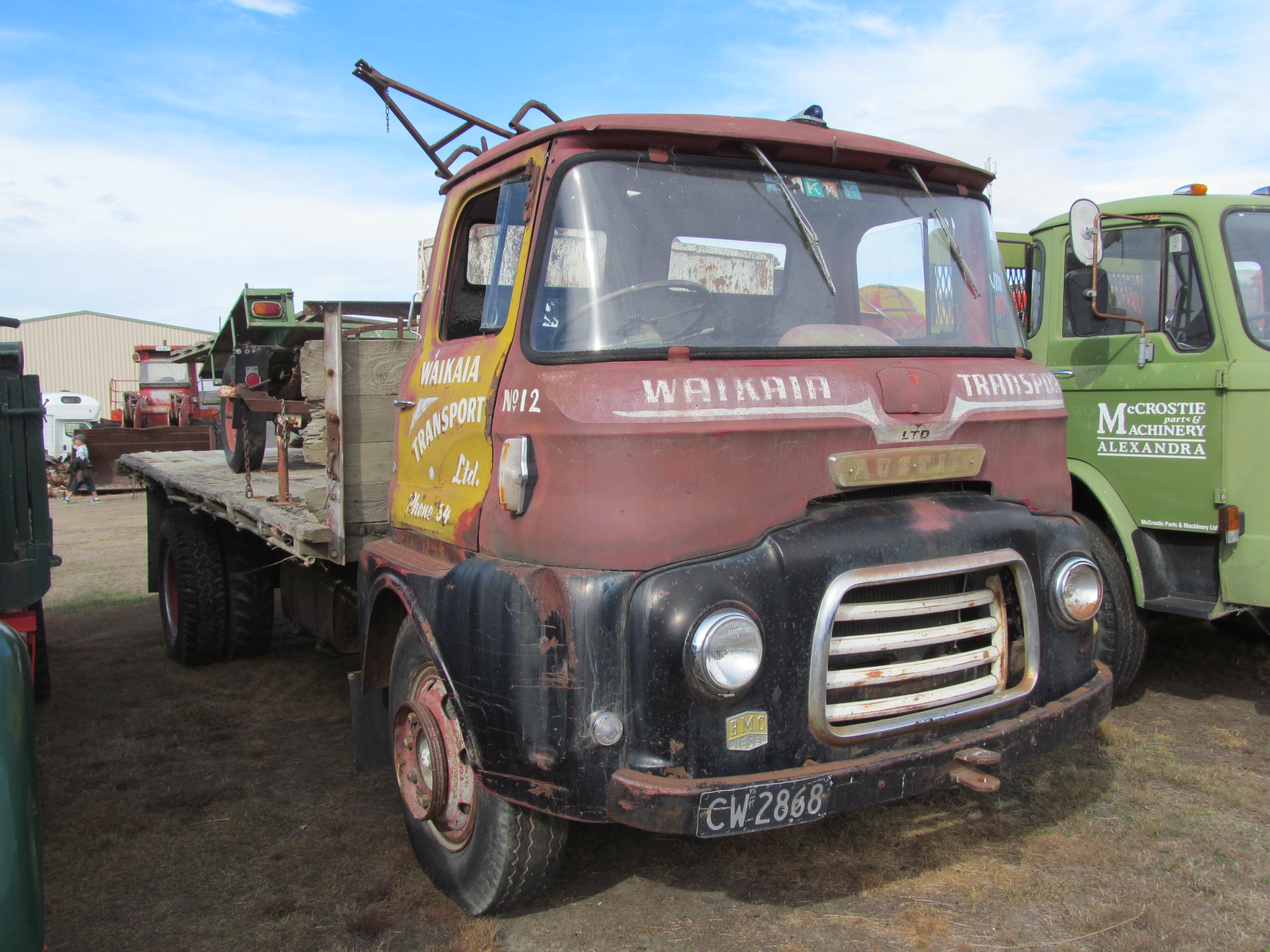
Austin FH

| Typ          | Bezeichnung                                                                      | Bauzeitraum |
| ------------ | -------------------------------------------------------------------------------- | ----------- |
| 15 H.P.      | siehe                                                                            | 1908–       |
| 7 H.P.       | Van B9C, AVH, AVJ, AVK                                                           | 1933–1939   |
| 8 H.P.       | Van AV, AVI                                                                      | 1939–1948   |
| 10 H.P.      | Van GV, GVA, GVE, GVI                                                            | 1932–1947   |
| Light 12     | Van HV, HVB, Truck HVV                                                           | 1933–1938   |
| Heavy 12     | Van FV                                                                           | 1931–1935   |
| 2 Ton        | K2                                                                               | 1939–1949   |
| 5 Ton        | K4                                                                               | 1939–1950   |
| Coach        | K4/CXB, K4/CXD                                                                   | 1947–1950   |
| 3-Ton Truck  | 3K                                                                               | 1955        |
| 4-Ton Truck  | 4K                                                                               | 1955–1956   |
| 5-Ton Truck  | 5K Truck, 5K Tipper                                                              | 1955        |
| Prime Mover  | 5K                                                                               | 1955        |
| 7-Ton Truck  | 7K                                                                               | 1955–1956   |
| A30          | AV4 Van                                                                          | 1954        |
| A35          | AV5 Van                                                                          | 1956        |
| A40          | Van GV2,GV3,GV4, GV5 Pick-Up GQU2,GQU3,GQU4,GQ4,GQR4,GQU5,GQ5,GVR5               | 1948–1954   |
| A70          | Pick-Up BQU2,BK3,BQ3,BQR3, 152 Omnivan/Omnitruck/Omnicoach, FX3,FX3D, A125, A135 | 1949–1955   |
| 5 CWT.       | 4×4 Champ.                                                                       | 1952        |
| 4×4 Gipsy    |                                                                                  | 1957–1958   |
| 25 CWT.      | K8                                                                               | 1947        |
| 1½-Ton Truck | 4X4                                                                              | 1952        |
| 1½-Ton Truck | 301                                                                              | 1956–1957   |
| FG           |                                                                                  | 1959–1968   |